# The Catspaw
The Catspaw è un film muto del 1916 diretto da George A. Wright. Fu l'unica regia di Wright, un attore che aveva cominciato a lavorare l'anno precedente alla Edison Company.
La sceneggiatura si basa sul romanzo Catspaw di William Hamilton Osborne, pubblicato a New York nel 1911.

## Trama
Per organizzare il suo prossimo colpo, Kittredge St. John utilizza un sosia che lo sostituirà in pubblico mentre lui sarà all'opera, dandogli così un perfetto alibi. La sua partner, Roxane Bellairs, ignara del piano, si innamora del sosia e, quando vede l'uomo insieme a un'altra donna, Dorothy Paget, vendicativa e gelosa decide di denunciarlo alla polizia per dei precedenti reati. Al processo, Kittredge scarica tutte le responsabilità sul sosia e poi scappa insieme a Roxane, spiegandole finalmente tutta la faccenda. Il povero sosia deve darsi da fare per chiarire la propria situazione e dimostrare la sua innocenza.

## Produzione
Il film fu prodotto dalla Edison Company.

## Distribuzione
Distribuito dalla Kleine-Edison Feature Services, il film uscì nelle sale cinematografiche degli Stati Uniti il 12 gennaio 1916.